# Пехота
Пехотата е най-масовият род войски.
Съставена е от войници, които се сражават най-вече пеш, използвайки лични оръжия. Те могат да пристигнат на сцената на бойните сражения по различни начини и биват разгърнати или в строй, или като партизани и участници в кратки сблъсъци.
В хода на историята пехотата е била почти винаги основна част от армията.
- Галерия
- Български пехотинци (1920 –1930)